# 哈利代伯勒 (伊利諾伊州)
哈里代伯勒（英語：Hallidayboro）是位於美國伊利諾伊州傑克遜縣的一個非建制地區。該地的面積和人口皆未知。

## 地理
哈里代伯勒的座標為37°53′20″N 89°14′14″W / 37.88889°N 89.23722°W，而該地的平均海拔高度為124米（即407英尺）。